# كيسي ماغواير
كيسي ماغواير (بالإنجليزية: Casey McGuire)‏ هو لاعب دوري الرغبي أسترالي، ولد في 24 يناير 1980 في Nambour ‏ في أستراليا.

## روابط خارجية
- كيسي ماغواير على موقع ItsRugby.co.uk (الإنجليزية)